# Dorcadion berytense
Dorcadion berytense är en skalbaggsart som beskrevs av Stefan von Breuning 1964. Dorcadion berytense ingår i släktet Dorcadion och familjen långhorningar. Inga underarter finns listade i Catalogue of Life.